# Privatización

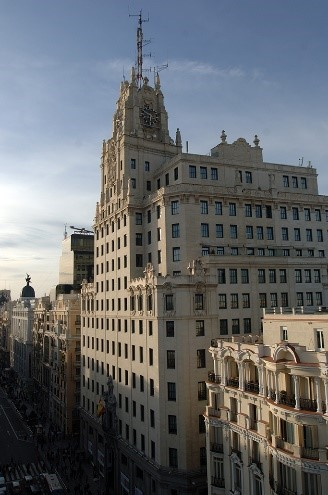
Sede de la empresa Telefónica en Madrid. La empresa fue nacionalizada en 1945 siendo Jefe del Estado Francisco Franco. Su privatización total tuvo lugar mediante dos ofertas públicas de acciones en 1995 —Gobierno de Felipe González— y 1999 —Gobierno de José María Aznar—.RHLM.

La privatización, en economía y hacienda pública, es la venta de bienes o empresas públicas a empresas privadas o la externalización de funciones o servicios del sector público al sector privado.
La privatización es lo opuesto a la nacionalización y municipalización de servicios. 

## Origen del término 'privatización': la Alemania nazi
La revista The Economist fue una de las primeras en emplear los términos "privatización" y "reprivatización" para referirse a las políticas económicas implementadas por la Alemania nazi durante la década de 1930, conocidas como Reprivatisierung (reprivatización en alemán).
Estos términos surgieron en un contexto donde el régimen nazi devolvió a manos privadas empresas que previamente habían sido nacionalizadas, convirtiéndose así en uno de los primeros ejemplos históricos de procesos de privatización registrados en la economía moderna.
En Alemania, el término Reprivatisierung (reprivatización) ya se utilizaba desde el siglo XIX para referirse a la devolución de empresas u otros activos al sector privado tras periodos de nacionalización.

## Privatización y externalización del sector público

### Privatización de empresas del sector público
La privatización de bienes o empresas públicas se produce cuando se vende una empresa propiedad del Estado o propiedad municipal a una empresa privada, nacional o multinacional. Por ejemplo: la venta de empresas extractivas —minería, petróleo y gas), de comunicaciones (autopistas, telefonía), de energía eléctrica o bancos públicos (o bancos hipotecarios) a empresas privadas o bancos sumisos privados.

### Privatización o externalización de servicios del sector público
La privatización de funciones y servicios del Estado se produce, en su totalidad o en parte de su gestión (lo que también se conoce "externalización") cuando las entidades privadas se encargan de la ejecución de dichas funciones o servicios gubernamentales pero la propiedad principal y las funciones y servicios siguen estando en manos del Estado que puede revertir dicha gestión o volver a externalizar mediante concurso público. Son habituales las externalizaciones para mantenimiento y suministros.

## Competencias del Estado objeto de privatización
Competencias tradicionales del sector público como ejército, policía, prisiones, sanidad, educación, gestión de bienes comunes de dominio público (recursos naturales, gestión de los recursos naturales), gestión del agua, vivienda social y pública, comunicaciones (transporte y telefonía), red eléctrica, fuentes de energía (energía renovable y energía no renovable, recogida de basura, gestión de residuos y otras son algunas de las que, dependiendo de los países, son objeto de privatización. En ocasiones solamente externalizando la gestión pero manteniendo la propiedad en manos del Estado y otras vendiendo la propiedad total o parcialmente a empresas privadas nacionales o multinacionales o fondos de inversión (p.e. Suez (empresa, 2015) en el agua potable). En ocasiones los estados hacen dejación de competencias y simplemente no las ejercen.

## Objetivos y resultados de las privatizaciones
El argumento de los promotores para efectuar las privatizaciones es la mejora de la gestión de las empresas públicas, la disminución de costes para el Estado. Sin embargo, el objetivo más habitual y lógico de las empresas privadas es la captación de recursos económicos, beneficios, por parte del sector privado. Los estudios señalan que en muchas ocasiones se incumplen los objetivos argumentativos: no se produce una mejora en el funcionamiento y gestión de las empresas públicas tras su privatización y no se abaratan ni mejoran los servicios que se ofrecen a los ciudadanos que se convierten en clientes bajo el monopolio de los servicios privatizados.
La privatización introduce cambios importantes en las funciones y responsabilidades públicas y privadas. No necesariamente se limita a la venta de empresas públicas, ya que la privatización supone disminuir el grado de influencia del Estado, situación que para algunos puede llegar a un intento de desmontar el Estado, y dejar en manos de agentes privados y del mercado lo que anteriormente había sido administrado por el Estado. En sus versiones radicales se plantea que incluso es posible volver privados servicios como el poder judicial, la policía, que actualmente es estatal y único o la planificación urbana.
La privatización de competencias del Estado puede ser parcial como ocurre con la capitalización de empresas públicas: se vende a inversionistas privados una parte de las acciones (entre 40% a 60% de las acciones).

## Privatización por venta de bienes
La acción por la que un bien público pasa a ser controlado por empresas privadas. En el ámbito empresarial, se produce cuando el estado vende una empresa pública. Es desde ese momento cuando el Estado deja de ejercer el control directo sobre esa empresa vendida, de forma que no tiene ni gastos de mantenimiento ni beneficios, pues este deber lo suplen los accionistas o dueños de la empresa. El estado solo controla la actividad y recibe beneficios según lo estipulado a través de los impuestos y el marco jurídico. 

### Primera fase
La primera fase para la privatización de una empresa es la preparación de la venta, aun cuando la presión de la situación puede considerarse como uno de los factores más importantes que incide en la celeridad con la que se trata de vender la empresa también existen elementos de política determinantes para la preparación de la venta. La reestructuración es un paso previo a la privatización, en algunos casos la reestructuración es absolutamente necesaria para promover la competencia o facilitar la venta, pero la reestructuración tiene riesgos y plantea problemas importantes. En primer lugar, puede resultar una operación que consuma demasiado tiempo, dando lugar a que se pierda la oportunidad de privatizar. En segundo lugar, puede demandar recursos importantes de los cuales carece el estado. En tercer lugar, puede ocurrir que la reestructuración disminuya el número de potenciales interesados si ella no coincide con los programas de inversión que estos últimos tienen.
Por estas razones es posible concluir que la reestructuración de las empresas públicas como paso previo a su privatización solo debe ejecutarse cuando se cumple alguna de las tres siguientes condiciones.
1. Cuando se requiere para permitir o promover la competencia.
2. Cuando es absolutamente necesaria para hacer posible la venta.
3. Cuando el estado tiene claras ventajas comparativas para el sector privado para adelantar la reestructuración de que se trate.

Reestructurar por estas razones, tales como la posibilidad de mejorar el precio de venta final de la empresa, implica suponer que el sector privado tiene mayor capacidad de agregar valor que el Estado, esta es una actividad de la cual precisamente se está retirando el estado. En este sentido cabe decir que las mismas razones que conllevan a la privatización, deben conllevar a dejar que sea del sector privado la tarea de la reestructuración de las empresas a privatizar.

### Segunda fase
La segunda fase de la privatización es el método de venta, hasta ahora se han experimentado una amplia gama de esquemas o modalidades de privatización y se sigue innovando en este campo. Por lo que no existe un patrón fijo, obviamente la modalidad de privatización ha estado en alto grado determinada por el tipo de empresa o actividad que se privatiza, pero en general, la fórmula que ha predominado es la de la búsqueda de un inversionista estratégico al cual se le vende un porcentaje de acciones con el control de la empresa. Otro porcentaje de las acciones, que suele estar entre el 4% y el 20%, se le vende a los trabajadores de la empresa privatizada y el resto lo lleva el gobierno al mercado de capitales. Este ha sido el esquema utilizado en la venta de empresas de telecomunicaciones, eléctricas y muchas otras. Podríamos decir que este ha sido el esquema predominante en las grandes empresas.
El objetivo de conseguir un inversionista estratégico para las grandes empresas que se privatizan ha predominado claramente sobre otros objetivos de política, como el desarrollo del mercado de capitales. En la venta del bloque accionario al inversionista estratégico ha predominado ampliamente la licitación pública.
Ello ha contribuido de manera notable a darle transparencia a los procesos de privatización, lo que a su vez ha contribuido a darle a ésta viabilidad política. Aunque diversos procesos de privatización han sido una fuente de escándalos o de corrupción en varios países de América Latina (compañías aéreas y petroleras en Argentina, compañías de agua en Bolivia, telefonía en México).
Luego de haber desarrollado el esquema sobre el método de venta se procede con el tercer paso, el criterio de selección de los compradores, al igual que con el método de venta no ha existido un único método ni siquiera en el interior de cada país para seleccionar los compradores finales de las empresas públicas a privatizar. Sin embargo, es posible apreciar un hecho y una tendencia dominante:
1. El precio ofertado ha sido el elemento más importante para la selección de nuevos inversionistas.
2. El precio ofertado tiende a ser el único elemento para decidir la selección del nuevo propietario.

En numerosos casos de privatización en América Latina, el precio ofertado por los inversionistas interesados ha tenido una ponderación alta o dominante en la selección final; pero ese no ha sido el único elemento. Se le ha dado alguna ponderación también a los planes de inversión de los competidores. Sin embargo, en los casos de privatización más reciente, el programa de inversión mínimo lo defiende el gobierno y se convierte este en una exigencia igual para todos los inversionistas. Estos, habiendo sido ya precalificados, compiten estrictamente sobre la base del precio ofertado.
La utilización de un único criterio de Stephanie Guerrero (especialmente el precio) para la selección de los compradores de la empresa tiene dos grandes ventajas. Simplifica enormemente el proceso de selección, al remitirlo a un único indicador cuantificable y, por lo mismo, le dan gran transparencia al proceso. Habiendo sido previamente precalificados los potenciales inversionistas y habiendo sido igualmente definido el plan mínimo de inversión (cuando ello procede) por el estado, se asegura que cualquiera sea el que gane de entre los compradores, se habrá hecho una buena decisión.

## Empresas privatizadas por países
- Francia: TF1.
- Reino Unido: BT Group, Sealink, BP, British Aerospace, British Gas y Rolls—Royce.
- México: Telmex, TV Azteca, Ferromex, Altos Hornos de México, Diesel Nacional, Constructora Nacional de Carros de Ferrocarril, Banamex
- Colombia: RCN Televisión, Caracol Televisión, Colombia Telecomunicaciones e ISAGEN.
- Argentina: Ferrocarriles Argentinos (1993 - 2015) Servicios Eléctricos del Gran Buenos Aires, Empresa Nacional de Telecomunicaciones, Sociedad Mixta Siderúrgica Argentina, Caja Nacional de Ahorro y Seguro, Gas del Estado, Yacimientos Petrolíferos Fiscales (1991- 2012), Aerolíneas Argentinas (1990-2008)  Agua y Energía Eléctrica, Administración General de Puertos, Banco Hipotecario Nacional, ATC (1995-1996), Canal 9, Canal 11, Canal 13, Radio y Televisión Argentina, Altos Hornos Zapla, Hidroeléctrica Norpatagónica e ARSAT.
- Perú: AeroPerú, Empresa Nacional del Transporte Urbano del Perú (ENATRU), Compañía Nacional de Gas — Sol Gas, Refinería La Pampilla, Compañía Peruana de Teléfonos, Hierro Perú, Centromin Perú, Empresa Nacional de Ferrocarriles (ENAFER), Empresa de Generación Eléctrica (Edegel), Empresa de Distribución Eléctrica de Lima y Norte (Edelnor), Empresa de Distribución Eléctrica de Lima Sur (Edelsur), Minero Perú, Empresa Nacional del Tábaco (Enata), Banco Continental, Banco Internacional del Perú y más de 228 empresas privatizadas en la década de los 90s
- Chile: Radio Nacional de Chile, Entel Chile, Endesa Chile, Compañía de aceros del pacífico (CAP), Industria Azucarera Nacional (Iansa),  Empresa nacional de telecomunicaciones (Entel),  Línea aérea nacional (LAN Chile), Laboratorio Chile,  Sociedad Química y Minera de Chile (Soquimich), entre más de 700 empresas estatales privatizadas irregularmente durante la  dictadura cívico militar chilena (1973 — 1990)[15]
- España: Grupo Telefónica, Antena 3,  Repsol,  Endesa, Aena,  Gas Natural, Iberia, Indra y  ENCE
- Guatemala: Telgua
- El Salvador: Administración Nacional de Telecomunicaciones, (ANTEL), División de Tránsito y Transporte Terrestre, (SERTRACEN) Instituto Regulador de Abastecimientos, (IRA), Colón Salvadoreño, Bancos Nacionales, Pensiones del Instituto Salvadoreño del Seguro Social, (AFP) Ingenios Azucareros, Instituto Nacional de Café, (INCAFE) Escuela Nacional de Agricultura, (ENA) Instituto Tecnológico Centroamericano, (ITCA), PETROCEL, Instituto De Vivienda Urbana, (IVU) Hotel Presidente, Cementos de El Salvador (CESSA), Geotérmica Nacional,(Recuperada en 2018), Centro Recreativo Salinitas, y privatizaciones de áreas de lavandería y consultas médicas hospitalarias.
- Japón: Ferrocarriles Nacionales Japoneses

### Documentales
- "Catastroika" (2012). De los creadores de Debtocracy. Es un proyecto de financiación colectiva con Licencias Creative Commons que analiza la privatización de los activos del estado en diferentes procesos históricos: República Democrática Alemana, ex—Unión Soviética, Gran Bretaña, Francia, Grecia, etc.

- Datos: Q161500
- Multimedia: Privatization / Q161500